# اکتبر ۲۰۱۳
اکتبر ۲۰۱۳، یکی از ماه‌های ۲۰۱۳ میلادی است.
آغاز آن، روز سه‌شنبه برابر با ۹ مهر ۱۳۹۲ خورشیدی.

## ۱ اکتبر۲۰۱۳
- تعطیلی بخشی از دولت آمریکا

## ۱۱ اکتبر۲۰۱۳
- جایزه صلح نوبل به سازمان منع جنگ‌افزارهای شیمیایی رسید

## ۲۹ اکتبر۲۰۱۳
- کشف بنایی متعلق به دوره هخامنشی در محوطه تخت جمشید

هیئت باستان‌شناسی ایران و ایتالیا در سومین فصل کاوش مشترک خود، بنایی مربوط به دوره هخامنشی را در نزدیکی تخت جمشید کشف کرده‌اند که به گفته باستان‌شناسان، احتمالا در دوره کوروش بزرگ ساخته شده است. ابعاد این بنا حداقل ۳۳ در ۳۳ متر است و هزاران آجر لعابدار در ساخت آن بکار گرفته شده است. بی‌بی‌سی فارسی
- بریتانیا اوراق بهادار اسلامی صادر می‌کند

## ۳۰ اکتبر۲۰۱۳
- دفاع مقامات جامعه اطلاعاتی ایالات متحده آمریکا از برنامه جاسوسی

جیمز کلپر، رئیس اداره اطلاعات ملی آمریکا، به کمیته اطلاعاتی مجلس نمایندگان ایالات متحده گفت که تلاش برای اطلاع از نیات و اهداف رهبران کشورهای دیگر، «سرلوحه» سیاست اطلاعاتی ایالات متحده است. وی که که هدایت ۱۶ سازمان تجسسی و اطلاعاتی آمریکا را به عهده دارد، گفت که افشاگری‌‌ها در مورد فعالیت‌‌های جاسوسی این کشور، به‌‌شدت به کار آنها لطمه زده است. وی در عین‌حال گفت که متحدان خارجی آمریکا هم از مقامات این کشور و سازمان‌های اطلاعاتی از یکدیگر جاسوسی می‌کنند و آن را یک روال عادی توصیف کرد. بی‌بی‌سی فارسی
- افتتاح تونل مرمره و تحقق آروزی ۱۵۰ ساله ترکیه

هم‌زمان با ۹۰مین سال شکل‌گیری جمهوری ترکیه، تونل ریلی موسوم به «مرمره» با حضور مقامات این کشور و شینزو آبه، نخست‌وزیر ژاپن افتتاح شد. این تونل که دو سوی تنگه بسفر را به یکدیگر متصل می‌کند، رابطی میان بخش اروپایی و آسیایی شهر استانبول خواهد بود و ترکیه را به اروپا متصل می‌کند. افتتاح این تونل از آروزهای ۱۵۰ ساله ترکیه بود که توسط کنسرسیومی ترکی- ژاپنی اجرا شد. یورونیوز فارسی
- ثبت خانه استیو جابز به عنوان یک «اثر تاریخی»

## ۳۱ اکتبر۲۰۱۳
- وزیر اقتصاد ایران: «خزانه خالی است و قطع یارانه‌ها به‌صلاح نیست»

## پیوندهای روزانه
- درگاه: وقایع کنونی/وقایع ۱ اکتبر ۲۰۱۳
- درگاه: وقایع کنونی/وقایع ۶ اکتبر ۲۰۱۳
- درگاه: وقایع کنونی/وقایع ۱۱ اکتبر ۲۰۱۳
- درگاه: وقایع کنونی/وقایع ۲۹ اکتبر ۲۰۱۳
- درگاه: وقایع کنونی/وقایع ۳۰ اکتبر ۲۰۱۳
- درگاه: وقایع کنونی/وقایع ۳۱ اکتبر ۲۰۱۳